# Vòng loại Cúp bóng đá châu Phi 2025 (Bảng G)
Bảng G của Vòng loại Cúp bóng đá châu Phi 2025 là một trong mười hai bảng đấu sẽ quyết định đội nào đủ điều kiện tham dự vòng chung kết Cúp bóng đá châu Phi 2025 diễn ra tại Maroc. Bảng G bao gồm 4 đội tuyển: Bờ Biển Ngà, Zambia, Sierra Leone và Tchad.
Các đội tuyển sẽ thi đấu với nhau theo thể thức vòng tròn một lượt (sân nhà – sân khách), các trận đấu diễn ra từ tháng 9 đến tháng 11 năm 2024.

## Bảng xếp hạng
| VT | Đội          | ST | T | H | B | BT | BB | HS | Đ  | Giành quyền tham dự |     |     |     |     |     |
| -- | ------------ | -- | - | - | - | -- | -- | -- | -- | ------------------- | --- | --- | --- | --- | --- |
| 1  | Zambia       | 6  | 4 | 1 | 1 | 7  | 4  | +3 | 13 | Vòng chung kết      |     | —   | 1–0 | 3–2 | 0–0 |
| 2  | Bờ Biển Ngà  | 6  | 4 | 0 | 2 | 12 | 3  | +9 | 12 | Vòng chung kết      |     | 2–0 | —   | 4–1 | 4–0 |
| 3  | Sierra Leone | 6  | 1 | 2 | 3 | 5  | 10 | −5 | 5  |                     |     | 0–2 | 1–0 | —   | 0–0 |
| 4  | Tchad        | 6  | 0 | 3 | 3 | 1  | 8  | −7 | 3  |                     | 0–1 | 0–2 | 1–1 | —   |     |

## Các trận đấu
| Sierra Leone | 0–0      | Tchad |
| ------------ | -------- | ----- |
|              | Chi tiết |       |

| Bờ Biển Ngà       | 2–0      | Zambia |
| ----------------- | -------- | ------ |
| - Krasso 73', 84' | Chi tiết |        |

| Zambia                                       | 3–2      | Sierra Leone                |
| -------------------------------------------- | -------- | --------------------------- |
| - K. Musonda 28' - Kampamba 70' - Kangwa 85' | Chi tiết | - Kargbo 33' - Mustapha 73' |

| Tchad | 0–2      | Bờ Biển Ngà                  |
| ----- | -------- | ---------------------------- |
|       | Chi tiết | - Krasso 45+3' - Diakité 55' |

| Zambia | 0–0      | Tchad |
| ------ | -------- | ----- |
|        | Chi tiết |       |

| Bờ Biển Ngà                                               | 4–1      | Sierra Leone |
| --------------------------------------------------------- | -------- | ------------ |
| - Pépé 3' - Kessié 51', 76' (ph.đ.) - Diakité 87' (ph.đ.) | Chi tiết | - Koroma 43' |

| Tchad | 0–1      | Zambia           |
| ----- | -------- | ---------------- |
|       | Chi tiết | - K. Musonda 70' |

| Sierra Leone   | 1–0      | Bờ Biển Ngà |
| -------------- | -------- | ----------- |
| - Bakayoko 85' | Chi tiết |             |

| Tchad               | 1–1      | Sierra Leone  |
| ------------------- | -------- | ------------- |
| - Thiam 34' (ph.đ.) | Chi tiết | - Dumbuya 29' |

| Zambia           | 1–0      | Bờ Biển Ngà |
| ---------------- | -------- | ----------- |
| - K. Musonda 43' | Chi tiết |             |

| Bờ Biển Ngà                                            | 4–0      | Tchad |
| ------------------------------------------------------ | -------- | ----- |
| - Bayo 25' - Adingra 37' - Agbadou 77' - Diakité 90+3' | Chi tiết |       |

| Sierra Leone | 0–2      | Zambia                    |
| ------------ | -------- | ------------------------- |
|              | Chi tiết | - Banda 54' - Musonda 71' |

## Cầu thủ ghi bàn
Đã có 25 bàn thắng ghi được trong 12 trận đấu, trung bình 2.08 bàn thắng mỗi trận đấu.
4 bàn thắng
- Kennedy Musonda

3 bàn thắng
- Oumar Diakité
- Jean-Philippe Krasso

2 bàn thắng
- Franck Kessié

1 bàn thắng
- Mahamat Thiam
- Simon Adingra
- Emmanuel Agbadou
- Vakoun Issouf Bayo
- Nicolas Pépé
- Amadou Bakayoko
- Abu Dumbuya
- Augustus Kargbo
- Alhassan Koroma
- Hindolo Mustapha
- Emmanuel Banda
- Kelvin Kampamba
- Kings Kangwa